# Willy Becker (Politiker, 1890)

Willy Becker

Wilhelm "Willy" Becker (* 17. Juli 1890 im Forsthaus Thalhof bei Steinau; † Mai 1945 in Berlin) war ein deutscher Politiker (NSDAP). Er war von 1932 bis 1933 Mitglied des Landtages von Preußen und von 1933 bis 1945 Abgeordneter im Deutschen Reichstag.

## Leben
Becker besuchte die Volksschule und absolvierte danach eine Ausbildung zum Wagensattler. Nach verschiedenen Ausbildungskursen technischer Art folgte eine Ausbildung als Karosseriebauer. Von 1908 bis 1910 war er im Militärdienst bei der Feldartillerie. Er meldete sich am 4. August 1914 als Freiwilliger für den Ersten Weltkrieg und wurde im Dezember 1918 erst entlassen. Nach dem Krieg arbeitete er als Werkmeister in Frankfurt am Main. Er trat zum 26. August 1926 der NSDAP bei (Mitgliedsnummer 43.373) und wurde Gaubetriebszellenleiter im Gau Hessen-Nassau-Süd.

## Politik
Becker war von 1932 bis 1933 Mitglied des Landtages von Preußen. Anschließend vertrat er von 1933 bis 1945 den Wahlkreis 19 im Deutschen Reichstag. Becker war ab 1933 Gaubetriebszellenobmann in Hessen-Nassau und von Mai 1933 bis Kriegsende Bezirksleiter der DAF in Hessen-Nassau. Er wurde am 26. Januar 1934 Landesobmann der NSBO in Hessen. Er gehörte dem Preußischen Provinzialrat der Provinz Hessen-Nassau an und war Leiter der Arbeitskammer in Hessen. Außerdem war er Mitglied der Reichsarbeitskammer. Zudem war er Mitglied der gemeinnützigen Wohnungs- und Siedlungsbau AG in Frankfurt am Main. Er fiel im Mai 1945 während der Schlacht um Berlin.